# サンモール・インターナショナル・スクール
サンモール・インターナショナルスクール（英: Saint Maur International School）は、神奈川県横浜市中区にある、現存するアジア最古かつ日本国内最古のインターナショナルスクールである。
明治の開国とともにダーム・ド・サンモール校（Dames de Saint Maur）として開設され、欧米人子弟を対象に英語で教える外国人学校の始まりとなった。

## 概要
1872年（明治5年）にカトリック教会のサンモール修道会（現在の幼きイエス会）のフランス人の修道女によって、幼稚園から高校までを備える英語教育主体の教育機関として設立された、アジアで最初のインターナショナルスクールである。また、日本最初のカトリック教育機関であり最初のインターナショナルスクールである。所在地は神奈川県横浜市中区山手83。
同じくサンモール修道会によって設立されたものとして、学校法人雙葉学園、学校法人田園調布雙葉学園及び学校法人横浜雙葉学園、学校法人福岡雙葉学園がある。

## カリキュラム
サンモールインターナショナルスクールは、小学校では国際初等カリキュラム (International Primary Curriculum, IPC)、中学校・高校では国際バカロレア (International Baccalaureate, IB) と英国のIGCSEカリキュラムを採用している。

## 著名な出身者
- 入江美樹（女優・モデル・小澤征爾夫人）
- 路加奈子（女優）
- 山口美江（キャスター・タレント）
- 桐島かれん（モデル・女優・歌手）
- セイン・カミュ（タレント）
- はな（モデル・タレント）
- ド・ランクザン望（俳優・タレント・モデル）
- ニコラ・パジェット（イギリス人女優）